# Théophile Paléologue
Théophile Paléologue (? - 29 mai 1453) est un cousin de l'empereur Constantin XI Paléologue. Il combat à ses côtés lors du siège de Constantinople en 1453. Il défend le secteur environnant la porte de Pegae. Le 29 mai, les Ottomans lancent plusieurs vagues d'assauts lors de l'attaque qui doit décider du sort de la ville. La troisième vague finit par percer les lignes gréco-latines fragilisées par la blessure mortelle qu'a reçu Giustiniani, le chef des troupes génoises dans le secteur du Mesoteichion, le point faible de la muraille constantinopolitaine. Les soldats génois fuient à la vue de leur chef blessé et les soldats byzantins restants ne peuvent contenir le flot ottoman. Constantin accompagné de trois compagnons (Théophile, Jean Dalmata et Don Francesco de Tolède) tente de rameuter les différents défenseurs pour barrer le passage aux troupes ottomanes mais celles-ci sont trop nombreuses. Désespéré, Théophile Paléologue se jette alors contre les troupes turques en train de pénétrer dans la ville et meurt lors des derniers combats avec Jean, Constantin et Don Francesco de Tolède qui l'ont suivi dans sa charge désespérée. Selon l'une des correspondances du pape Pie II, seuls Théophile et Jean Dalmata auraient chargé contre les Turcs, Constantin XI périssant piétiné lors de la fuite. Léonard de Chio le décrit comme catholique et raconte qu'il meurt d'un coup de hache après une longue résistance. Il affirme aussi que, plus tôt dans la bataille, il assiste John Grant et Théodore Karysténos dans la consolidation du secteur de la porte de Caligaria. 

## Source
- (en) Marios Philippides et Walter K. Hanak, The Siege and the Fall of Constantinople in 1453 : Historiography, Topography, and Military Studies, Farnham/Burlington (Vt.), Ashgate, 2011, 759 p. (ISBN 978-1-4094-1064-5, lire en ligne).
- Steven Runciman, La chute de Constantinople, 1453, éditions Tallandier, coll. « Texto », 2007.